# Decimazione della brigata Salerno
La decimazione della brigata "Salerno" fu un episodio di giustizia sommaria avvenuto i primi di luglio del 1916 nell'ambito della difesa dell'altopiano d'Asiago dall'offensiva austro-ungarica Strafexpedition.

## Antefatti
Durante la Strafexpedition si verificarono episodi di sbandamento delle truppe italiane in ritirata, Cadorna, preoccupato dalla possibile caduta dell'altopiano di Asiago, il 26 maggio, esortò tutti i comandi a fucilare "immediatamente e senza alcun procedimento" chiunque arretrasse davanti al nemico. Il 28 maggio avvenne la prima decimazione ai danni della brigata "Catanzaro". L'11 giugno, il comandante del XIV corpo d'armata fu destituito poiché  non adottò provvedimenti analoghi limitandosi a deferire alla corte marziale alcuni ufficiali. 
La brigata Salerno aveva passato il primo anno di guerra nel settore del monte Nero-monte Mrzli esaurendosi in vani attacchi a posizioni nemiche sopraelevate. Fu trasferita nel settore trentino tra il Forte Interrotto e Camporovere, reputato tranquillo, ma venne investita dall'attacco austro-ungarico della Strafexpedition.

## Il fuoco "amico"
Il primo luglio un gruppo di soldati dell'89º reggimento della brigata "Salerno", rimasti intrappolati nella terra di nessuno furono mitragliati e colpiti dall'artiglieria italiana su ordine del loro comando per impedire che si consegnassero prigionieri.
La III compagnia dell'89º reggimento era rimasta intrappolata per 48 ore nella terra di nessuno, una parte di essi aveva cercato di arrendersi agli austro-ungarici.

## La decimazione
Due giorni dopo l'episodio, il generale Gaetano Zoppi, comandante del XXII corpo d'armata, ordinò la decimazione del III battaglione dell'89º reggimento. Furono fucilati otto soldati, di cui uno solo fu dichiarato disertore, tre erano considerati sospetti ed gli altri quattro furono scelti a sorte.
Il generale Cadorna in una lettera elogia per questa azione il generale Zoppi:
"Si è ben distinto il generale Zoppi, che comanda splendidamente la brigata Salerno, è un ufficiale di alto valore pieno di intelligenza e sacro fuoco""